# Maria Elisabeth II van den Bergh
Maria Elisabeth II van den Bergh (Stevensweert, 1613 - Bergen op Zoom, 29 november 1671) was een zeventiende-eeuwse markiezin van Bergen op Zoom.

## Biografie

### Jeugd en huwelijk
Maria Elisabeth werd geboren als een dochter van Hendrik van den Bergh en werd in huiselijke kring "Lieske" of "Isabella" genoemd. Het grootste deel van haar jeugd bracht ze door op het Kasteel Stevensweert en op Slot Annendael. Na de dood van haar moeder werd ze op Annendael opgevoed door haar tantes Anna en Charlotte. Daarnaast verbleef ze zowel aan het hof van Isabella van Spanje in Brussel als aan het hof van Elizabeth Stuart in Den Haag. Maria Elisabeth kreeg van huis uit een katholieke opvoeding mee. In 1628 kwam de Duitse vorst Eitel Frederik II van Hohenzollern-Hechingen om haar hand vragen, maar haar familie vond de afstand naar het vorstendom Hohenzollern te ver. De onderhandelingen over haar huwelijk duurde twee jaar en in de huwelijksakte werd opgenomen dat Maria Elisabeth vrijelijk naar de Nederlanden kon reizen. Het tweetal trouwde met elkaar in 1630.
Waarschijnlijk heeft Maria nooit in het vorstendom Hohenzollern van haar echtgenoot gewoond, maar woonde ze afwisselend in haar verschillende bezittingen in de Nederlanden. Zo resideerde ze onder meer in het Kasteel Hedel, in Mechelen, Brussel en Den Haag. Ze leefde lange tijd gescheiden van haar man die actief was in de Dertigjarige Oorlog.

### Markiezin
Van haar moeder erfde Maria Elisabeth het Markiezaat Bergen op Zoom, maar haar aanspraak werd betwist door een tweetal nichten die ook meenden dat ze aanspraak op het markizaat konden maken. Na de Vrede van Münster kreeg Maria Elisabeth het markizaat definitief toebedeeld. In juni 1648 arriveerde ze in Bergen op Zoom en aanvankelijk werd ze weinig uitbundig binnen gehaald in de stad vanwege haar katholieke sympathieën die haaks stonden op de protestantse bevolking van de stad. Pas toen de Raad van Brabant Bergen op Zoom erkende als haar rechtmatige eigendom werd ze alsnog op 10 november officieel welkom geheten in de stad en in 1651 werd ze pas ingehuldigd.
Aanvankelijk slaagde Maria Elisabeth erin om een werkbare situatie te creëren tussen haar en de stad. Ze steunde de gereformeerde kerk in Bergen op Zoom, maar achter de schermen steunde ze ook de katholieken. Zo werd er bijvoorbeeld een katholieke kerkenraad in het leven geroepen. In 1653 brak er een oproer in Bergen op Zoom uit en lieten de oproerkraaiers hun afkeer van Maria Elisabeth blijken. Ze deed haar beklag bij de Staten-Generaal en met behulp van de Staatse troepen kon de orde hersteld worden.

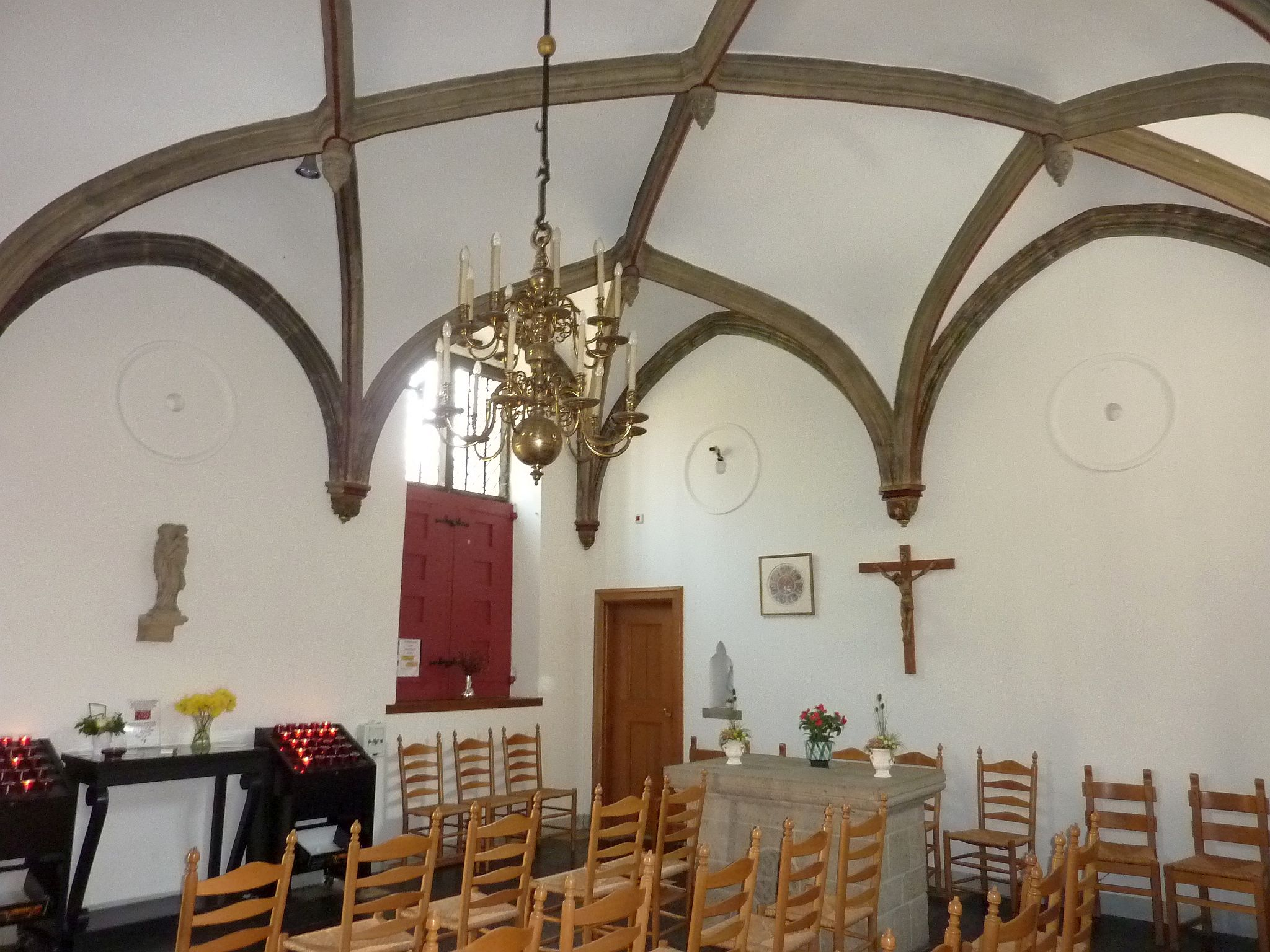
De kapel van het Markiezenhof in Bergen op Zoom werd onder de leiding van Maria Elisabeth opnieuw ingericht

In 1657 bezocht Maria Elisabeth Den Haag en het hof van Elizabeth Stuart. Aldaar sprak ze een van de dochters van de Winterkoningin, Louise Hollandine, met wie ze allang bevriend was en deze vertelde haar dat ze katholiek wilde worden. Maria Elisabeth raadde haar aan om naar Antwerpen te vluchten en daar haar toevlucht te zoeken in een klooster, wat ze ook deed. De Winterkoningin vond de correspondentie tussen Maria Elisabeth en haar dochter en maakte vervolgens de zaak aanhangig bij de Staten-Generaal. Deze strafte Maria Elisabeth hierop en trok haar benoemingsrechten voor magistraten in Bergen op Zoom in.
In reactie hierop deed ook de drossaard van Bergen op Zoom zijn beklag bij de Staten-Generaal over de katholieke politiek die Maria Elisabeth voerde. Hierop stuurde de Staten-Generaal een onderzoekscommissie naar het markizaat om onderzoek te doen. Naar aanleiding van dit onderzoek kwam de Staten-Generaal tot de beslissing dat Maria Elisabeth geen katholieken meer mocht benoemen in posities van de magistraten. Hierop werd ze ook weer in haar rechten hersteld.
Tot aan haar overlijden in 1671 bleef de relatie tussen de markiezin en de stad betrekkelijk rustig. Ze stierf aan een beroerte op 29 november 1671. De gereformeerde kerkenraad bepaalde dat de doodsklokken pas na het einde van de avondpredikatie geluid mochten worden.

## Kunstmecenas
Tijdens haar leven gaf Maria Elisabeth de nodige opdrachten aan kunstenaars. Zo werd de hofkapel van het Markiezenhof opnieuw ingericht door de Antwerpse kunstenaar Artus Quellinus en gaf ze de opdracht aan schilder Gerard van Honthorst om portretten te schilderen van haar dochter Francisca. Tevens schonk ze aan het Karmelietenklooster in Boxmeer een gebrandschilderd raam van de heilige Serapion van Antiochië.

## Nageslacht
Maria Elisabeth II van den Bergh kreeg twee kinderen uit haar huwelijk met Eitel Frederik II van Hohenzollern-Hechingen:
- een doodgeboren zoon (1632)
- Francisca (1642-1698), markiezin van Bergen op Zoom, huwde in 1662 met Frédéric Maurice de La Tour d'Auvergne (1642-1707), zoon van graaf Frédéric Maurice.